# Корте Бруњатела
Корте Бруњатела (итал. Corte Brugnatella) је насеље у Италији у округу Пјаченца, региону Емилија-Ромања.
Према процени из 2011. у насељу је живело 12 становника. Насеље се налази на надморској висини од 618 м.

## Становништво
| 1931. | 1936. | 1951. | 1961. | 1971. | 1981. | 1991. | 2001. | 2011. |
| ----- | ----- | ----- | ----- | ----- | ----- | ----- | ----- | ----- |
| 1.825 | 1.840 | 1.718 | 1.593 | 1.319 | 1.026 | 914   | 818   | 671   |